# Eleutherodactylus andrewsi
Eleutherodactylus andrewsi es una especie de anfibio anuro de la familia Eleutherodactylidae.
Es endémica de las montañas Azules y de las montañas de John Crow, Jamaica, entre los 540 y los 1970 metros de altitud. Su hábitat natural son los bosques húmedos subtropicales o tropicales de tierras bajas y bosques húmedos tropicales o subtropicales de montaña. Está amenazada por pérdida de hábitat.